# Palazzo dell'Appalto
Il Palazzo dell'Appalto  è stato un edificio settecentesco progettato da un autore anonimo, documentato accanto al Duomo, a ridosso di via Pianellari nella città di Messina, distrutto dal terremoto del 1908.

## Profilo e storia dell'architettura
È riconoscibile dal motivo decorativo di festone fermato al centro della trabeazione delle finestre ancora di gusto del Andrea Calamech. Risalente alla metà del '700, è un palazzo ripartito su due ordini. 

## Galleria d'immagini

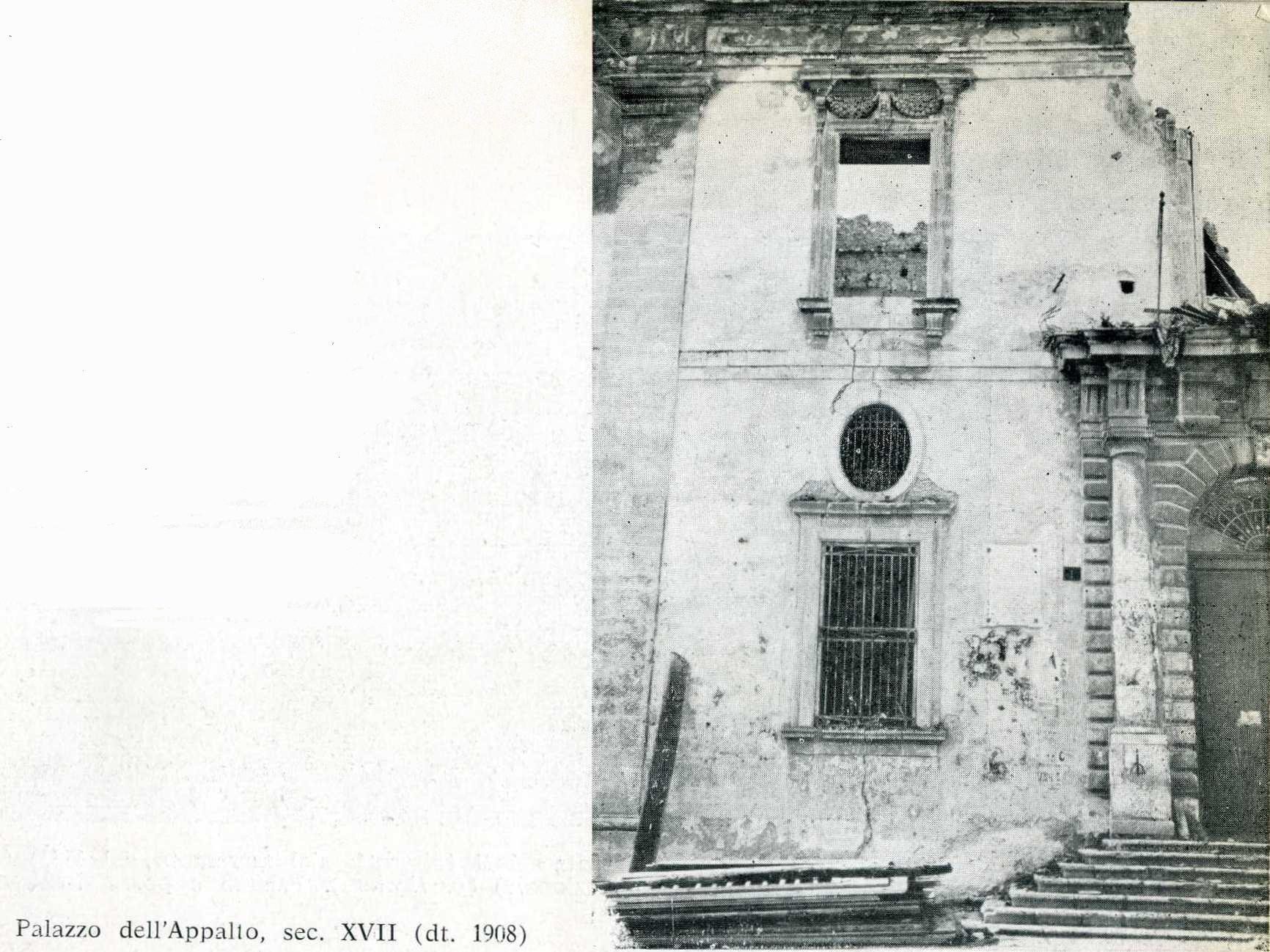
Palazzo dell'Appalto
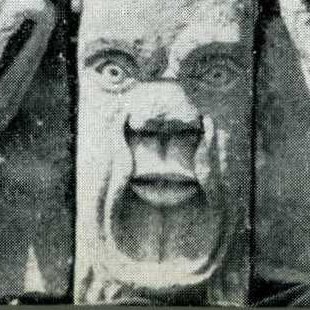
Palazzo dell'Appalto, decorazioni
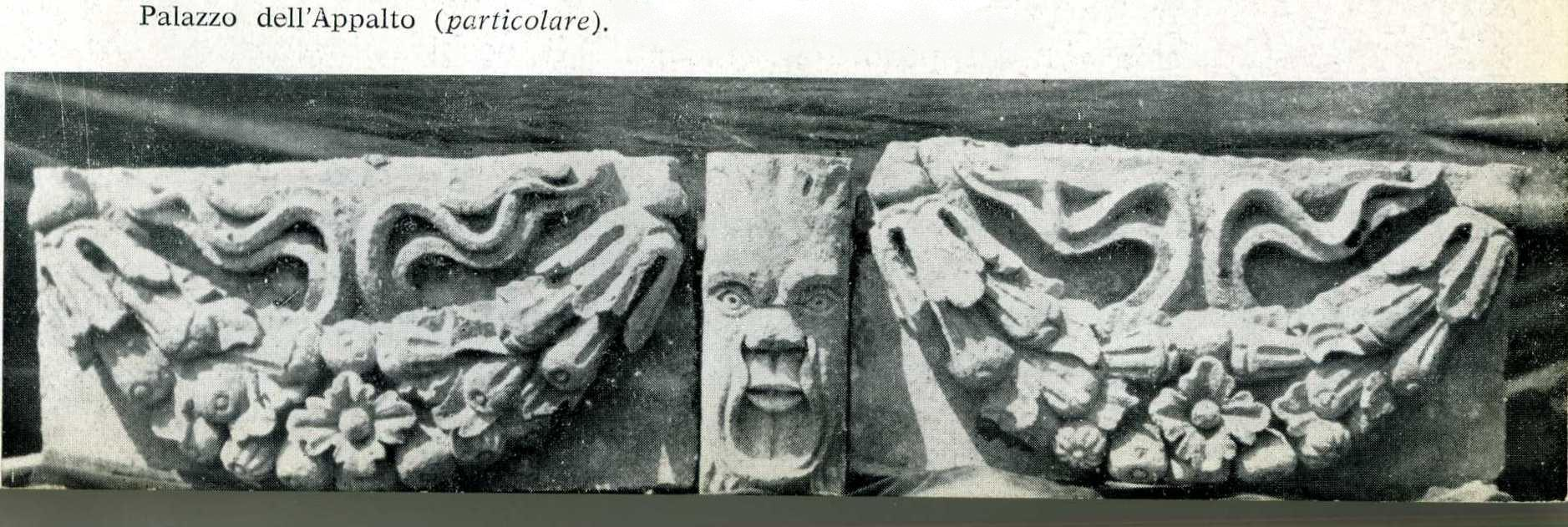
Palazzo dell'Appalto, decorazioni